# Manuel Assunção
Manuel António Cotão de Asunción (Sousel, Sousel, 1952) es profesor catedrático y rector de la Universidad de Aveiro.
Se licenció en Física por la Facultad de Ciencias de la Universidad de Lisboa y obtuvo su doctorado por la Universidad de Warwick, mientras trabajaba en el laboratorio de Glass ceramics. Actualmente, es profesor de las cátedras del Departamento de física de la Universidad de Aveiro y ejerce las funciones de rector desde el 22 de febrero de 2009, sucediendo a Helena Nazaré.
Manuel Asunción fue elegido por tres veces presidente de la EUCEN, European University Continuing Education Network, y es investigador en el I3N, Instituto de Nanoestruturas, Nanomodelação y Nanofabricação.

## Obra
- Introducción a la Física Quântica y Estadística